# 杭嘉湖道
杭嘉湖道是清朝时期设置的一个道。
雍正四年（1726年）置，治所在嘉兴县（今浙江省嘉兴市），辖嘉兴、杭州、湖州三府。乾隆十九年（1754年），移驻杭州府（今杭州市）。民国初废。